# Mesa Chica Nueva
Mesa Chica Nueva är en ort i Mexiko.   Den ligger i kommunen Papantla och delstaten Veracruz, i den sydöstra delen av landet, 220 km öster om huvudstaden Mexico City. Mesa Chica Nueva ligger 201 meter över havet och antalet invånare är 433.
Terrängen runt Mesa Chica Nueva är huvudsakligen platt, men norrut är den kuperad. Mesa Chica Nueva ligger uppe på en höjd. Runt Mesa Chica Nueva är det ganska tätbefolkat, med 83 invånare per kvadratkilometer. Närmaste större samhälle är Martínez de la Torre, 19,4 km sydost om Mesa Chica Nueva. Trakten runt Mesa Chica Nueva består till största delen av jordbruksmark.